# 东邦电力
东邦电力株式会社（ 日语：／／ Tōhōdenryoku ）是一家日本电力公司，存在于大正时代至昭和战前时期，为当时的主要电力公司之一，与東京電燈、大同電力、宇治川电气、日本电力合称“五大电力会社”。
东邦电力的主要前身是爱知县的名古屋电灯和福冈县的九州电灯铁道。 1922年6月，名古屋电灯（当时已改名为关西电气）与九州电灯铁道合并成立东邦电力。成为以中部和九州地区为核心的电力公司，之后更将其供电范围扩大到横跨中部、关西、四国和九州共14个府县。
1942年4月根据日本二战时期颁布的《电力国家统制法案》，东邦电力被迫解散，设施被日本发送电等半官营公司接收。战后东邦电力的发电厂和供电地区进行了重组，成为今日中部电力、关西电力、四国电力、九州电力四家公司。

## 历史

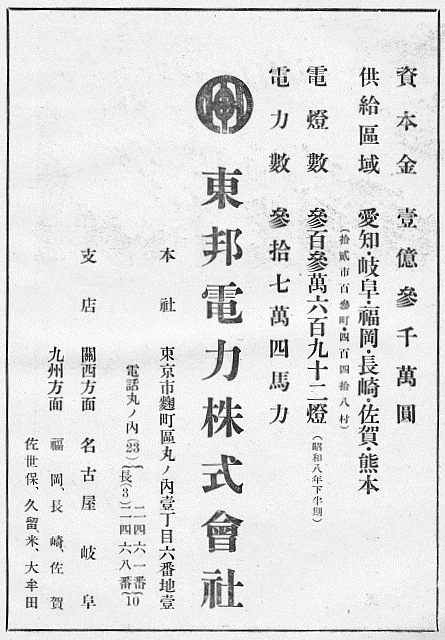
1930年代東邦電力的廣告

东邦电力的主要前身是爱知县的名古屋电灯和福冈县的九州电灯铁道。 1921年10月奈良县的电力公司关西水力电气合并名古屋电灯，名古屋电灯藉此获得关西水力电气的电力供应，合并后关西水力电气更名为关西电气。紧接着1922年6月关西电气合并九州电灯铁道，以扩大公司规模与资金。由于营业范围扩大至关西以外，因此更名为东邦电力。在法律上关西水力电气为东邦电力的法定前身公司，不过名古屋电灯的历史更为悠久，规模也较大，因此东邦电力将公司的成立追溯至名古屋电灯成立的1887年。
从第一次世界大战结束后到大正时代末期，日本形成五家主要电力公司 。这五家公司合称“五大电力会社”，包括中部和九州的东邦电力、关东的东京电灯、关西的宇治川电力、大同电力和日本电力，其中东邦电力的规模仅次于东京电灯，位居行业第二，公司资本金一开始就超过1亿日元，最终达到2.61亿日元。1920年代中期该公司参与了被称为“電力战争”的市场竞争，通过其子公司与东京电灯在关东地区展开竞争，并赢得最终的胜利。此外，五大电力会社中的大同电力前身也是名古屋电灯，因此与东邦电力是姊妹公司。
东邦电力的三大前身公司中，原九州电灯铁道的管理团队是东邦电力的主要管理团队。特别是松永安左卫门从关西电气时代起便担任副社长，并在1928年起担任社长，松永采用“科学管理”作为管理方针，将东邦电力的电力供应地区确立为爱知县、岐阜县、静冈县、三重县、滋贺县、京都府、奈良县、和歌山县、兵库县、德岛县、福冈县、佐贺县、长崎县、熊本县，共13个府县 。另外东邦电力将总部设于营业区域以外的东京，并在名古屋、福冈等供应区域内的18个城市设有分公司。为了确保电力供应，东邦电力开展了以飞驒川为中心的水力发电站和城市郊区的大型火力发电站建设。
东邦电力的合并、收购直到公司解散前夕一直进行，同时也从被合并的公司接管燃气供应、铁路等非电力业务，例如：東邦瓦斯，但是这些副业部门在1934年之后，除了原属于九州电灯铁道的铁路事业外，都独立出东邦电力，并形成旗下拥有电力、燃气、铁路等众多公用事业公司的东邦电力集团。
九一八事變後中日戰爭一觸即發，隨著五一五事件、 二二六事件的發生，軍方開始控制政府，軍方控制的政府渴望掌控電力事業。1938年與《國家總動員法》一併頒布了《電力管理法》、《日本發送電株式會社法》、《與電力管理相關的公司債券處理法》，宣示政府完全控制電力事業的決心。1939年半官营的日本发送电成立，随后又成立9家（北海道、東北、關東、中部、北陸、關西、中國 、四國、九州）半官营配电公司。在此背景下东邦电力有限公司于1942年4月1日解散，发送电设备被迫售予日本发送电，配电业务则于1942年4月1日并入中部、關西、四國、九州配电。
战后，在駐日盟軍總司令部要求下通過《過度經濟力集中排除法》推动经济民主化，日本发送电和关东配电也被要求进行解散重组。 1951年5月1日，日本现有9家主要电力公司成立，原东邦电力所在地区被中部电力、关西电力、四国电力、九州电力4家公司接管。另外东邦瓦斯、西部瓦斯和Ibiden（原揖斐川电气）是原东邦电力集团中存续至今的公司，而西日本铁道（西铁）则是东邦电力集团与其他集团所属公司合并形成的。

## 电力战

### 中部地区
中部地区的电力供应长期由名古屋电灯独占，但是1921年名古屋电灯社长福澤桃介成立的矢作水力加入中部地区的电力供应，矢作水力在中部地区的事业获得名古屋电灯和继承的东邦电力同意。但是1923年为了开发庄川水系，来自关西地区的日本电力也与东邦电力在中部地区展开了激烈的竞争，1924年3月东邦电力与日电达成协议，日电获得庄川水系开发权，但必须向东邦电力提供电力，且不得争夺东邦电力在愛知、岐阜的既有利益。 
另外作为东邦电力进出关东的反击，東京電燈也在1926年开始计划进军中部地区，隔年获得递信省许可，1929年東京電燈开始在中部地区供电，然而1930年東京電燈的社长若尾璋八因经营不善被迫退出公司，由其主导的東京電燈进出中部计划被喊停，除了发电站之外，所有设备都卖给东邦电力，发电站发出的电力也卖给东邦电力，增加东邦电力在四日市方面的供电。

### 关东地区
東邦電力向東京擴張時，首先的目標是合并早川電力，早川電力以濱松為中心向靜岡縣西部（原日英水電供電區）供電，與東邦電力在濱松市的营业重疊。本來合并早川電力是為了达成在濱松的独占，但早川電力除了向靜岡縣內供電外，還獲得了向東京市及周邊五個町村供電的許可，早川電力原定开发山梨县早川的水利资源，但是遭遇关东大地震，导致经营困难，東邦電力于是趁机提出合并早川電力。
在合并早川電力时，東邦電力还获得开发吾妻川的群馬電力 (已由早川電力控制)，以及收购向京急电铁供电的电力公司，获得稳定的下游客户。1925年東邦電力正式将早川電力并入，并成立子公司東京電力 (与今日的東京電力无关)，東邦電力握有東京電力40%股份。此后東邦電力利用中部地区的剩余电力供給关东地区，建设大型火力发电站--名古屋火力发电站，以及高压输电线，東京電力与关东东区的東京電燈开始激烈削价竞争，到1927年下半年東京電力半年間增加50%的供电量，但是因为大幅削价，实际业绩不如预期。
另一方面東京電燈的业绩也受到竞争影响，两间公司的经营都因竞争而恶化，对两间公司大幅投资的三井銀行与安田銀行于是介入，促成東京電力与東京電燈和解，東京電力并入東京電燈，東京電燈以公司股份支付收购金，使得東邦集团的東邦証券保有成为東京電燈的最大股东，握有東京電燈超过5%的股份。

### 文献
- 東邦電力史編纂委員会（編）. . 東邦電力史刊行会. 1962.
- . 東邦電力史刊行会. 1961.
- 関西地方電気事業百年史編纂委員会（編）. . 関西地方電気事業百年史編纂委員会. 1987.
- 九州電力 (编). . 九州電力. 2007.
- 桐沢伊久太郎（編）. . 矢作水力. 1929. NDLJP: 1031632.
- 中部電力電気事業史編纂委員会（編）.  上巻・下巻. 中部電力. 1995.
- 東京電力 (编). . 東京電力. 2002.
- 西日本鉄道株式会社100年史編纂委員会（編）. . 西日本鉄道. 2008.
- 中部電力企画室（編）. . 中部電力. 1987.